# 2002년 태풍
2002년에는 1월 12일에 제1호 태풍 타파가 발생한 것을 시작으로, 연말까지 총 26개의 태풍이 발생하였다. 평균적으로 1년 동안 태풍 발생 개수가 26.7개인 것과 비교하면 비슷한 수치이다.
태풍 이름 뒤에 (제명)이 붙은 이름은 인명 및 재산피해가 극심하거나, 또는 허리케인 및 사이클론의 이름과 중복되거나, 타 자연재해를 연상시킨다는 다양한 이유로 인해 아시아태풍위원회에서 최종 심사를 거쳐 태풍 이름 140개에서 제거가 된 것으로 더 이상 사용할 일이 없는 태풍 이름입니다.라는 뜻이다.

## 통계
이 문서에서는 2002년에 발생한 태풍들의 활동에 대해 기록하였다.
2002년에는 1월 12일에 제1호 태풍 타파가 발생한 것을 시작으로, 연말까지 총 26개의 태풍이 발생하였다. 평균적으로 1년 동안 태풍 발생 개수가 26.7개인 것과 비교하면 비슷한 수치이다.

### 월별 태풍 발생 개수
2002년 기록과 30년 평균 기록의 비교
| -                              | 1월       | 2월       | 3월       | 4월       | 5월       | 6월       | 7월       | 8월        | 9월        | 10월       | 11월       | 12월       |
| ------------------------------ | --------- | --------- | --------- | --------- | --------- | --------- | --------- | ---------- | ---------- | ---------- | ---------- | ---------- |
| 2002년 (누적)                  | 1 (1)     | 1 (2)     | 0 (0)     | 0 (0)     | 1 (3)     | 3 (6)     | 5 (11)    | 6 (17)     | 4 (21)     | 2 (23)     | 2 (25)     | 1 (26)     |
| 30년 평균 1971년~2000년 (누적) | 0.5 (0.5) | 0.1 (0.6) | 0.4 (1.0) | 0.8 (1.8) | 1.0 (2.8) | 1.7 (4.5) | 4.0 (8.5) | 5.5 (14.0) | 5.0 (19.0) | 3.9 (22.9) | 2.5 (25.4) | 1.3 (26.7) |

## 활동한 태풍

### 제2호 태풍 미톡(미탁)
2002년 태풍중 첫번째로 카테고리 5등급에 달하는 태풍이다.

### 제6호 태풍 차타안(제명)
2002년에 미크로네시아 괌에 막대한 피해를 입혀 제명되었으며, 이후 마트모로 이름을 변경했다.

### 제15호 태풍 루사(제명)
태풍 루사는 대한민국에서 가장 피해가 큰 태풍이다.